# Philipp Gallicius
Philipp Gallicius  (* 4. Februar 1504 in Puntweil bei Müstair; † 7. Juni 1566 in Chur; auch Philipp Saluz) war ein evangelisch-reformierter Theologe, Kirchenlieddichter, Reformator des Engadins und mit seinen Übersetzungen von Bibelteilen und Bekenntnisschriften Wegbereiter und Mitbegründer des Valladers, der damals neuen Unterengadiner Schriftsprache.

## Leben
Philipp Gallicius wurde als Kind der Eltern Johann Adam Saluz von Ardez und Uorschla Gallicius-Champell von Chamues-ch in Puntweil geboren, das zwischen Taufers und Müstair im Val Müstair liegt. Sein Vater war Schmied, und von seiner Mutter übernahm er den Nachnamen, was damals nicht unüblich war. Von seinem Verwandten, dem Dekan Bursella, wurde er unterrichtet und gefördert. Die Schulbildung erhielt er bei den Benediktinern in Marienberg. Bei wem er Griechisch und Hebräisch gelernt hat, bleibt unsicher.
Nach einem Studium an der Universität Ingolstadt wurde er 1524 Kaplan in La Punt Chamues-ch. Geschützt vom Stadtpfarrer Johannes Comander in Chur, predigte er gegen die katholische scholastische Lehre. Daraufhin bekam er mit dem Ortspfarrer und Dekan des Engadins Probleme. 1526 wurde er wegen Häresie verbannt, nachdem er sich auf der Ilanzer Disputation reformatorisch geäussert hatte. Er setzte seinen Kampf für eine freiere Verkündigung fort. Seine Heirat mit Ursula Campell, der Schwester von Ulrich Campell war der Anlass zu erneuter Vertreibung am 15. März 1526.
Unter Entbehrungen und Leiden setzte er seine Arbeit bis in das Engadin fort. So führte er 1529 die Reformation in den unterengadinischen Dörfern Lavin und Guarda ein und wirkte in Langwies, Scharans und Chur. An der Schule St. Nikolai war er Lateinlehrer. 1536 übersetzte er wichtige Bibel- und Bekenntnistexte wie das Unser-Vater-Gebet, das Apostolikum, die Zehn Gebote und einige Psalmen in die landestypische Sprache und gehört damit zu den Begründern der rätoromanischen Schriftsprache. Wohl hielt Ulrich Zwinglis Niederlage und Tod den Lauf der Reformation in der Schweiz auf, aber 1537 kam es auch in Graubünden zum Durchbruch.
1537 wurde sieben Tage lang auf dem Religionsgespräch in Susch gestritten, bis der Richterspruch zugunsten von Gallicius ausfiel. Von nun an konnte er die reformatorische Verkündigung bis in die letzten Orte tragen. Auch 1544 nahm er aktiv an der zweiten Suscher Disputation teil. 1550 wurde Gallicius an die Regulakirche in Chur berufen. Von hier aus sorgte er für die ganze Kirche Graubündens. Mit Heinrich Bullinger und Johannes Calvin stand er im Briefwechsel. Pier Paolo Vergerio, Camillo Renato und die italienischen Glaubensflüchtlinge in Chiavenna bereiteten ihm  Kummer, weil sie teilweise unitarische und täuferische Glaubensansichten pflegten. 1552–1553 verfasste er mit Johannes Comander die Confessio Rhaetica, die sie 1566 nach der Annahme der Confessio Helvetica posterior aufgaben. 1555 nahm er vorübergehend die evangelischen Flüchtlinge aus Locarno unter der Führung des Reformatoren Giovanni Beccaria in Chur auf, die auf der Durchreise nach Zürich waren.
Da er sich schon lange darum bemüht hatte, das rätoromanische Idiom zur Schriftsprache zu erheben, sorgte er für eine Bibelübersetzung. Einer seiner Schüler war Ulrich Campell, der die Psalmen ins Vallader, in die neue Unterengadinische Schriftsprache, übersetzte und damit diese als Schriftsprache etablierte. Gallicius schrieb das Vorwort zu diesen Psalmen, die 1560 erschienen, und auch zum Neuen Testament, das Jachiam Tütschett Bifrun 1562 ins Puter, die neu entstandene Oberengadinische Schriftsprache, übersetzt hatte.
Philipp Gallicius verstarb am 7. Juli 1566 in Chur an der Pest, kurz darauf starben auch seine Frau und seine fünf Söhne in dieser Stadt an der Seuche.

## Werke
- Confessio Rhaetica. Chur 1553